# TAQA
Национальная Энергетическая Компания Абу-Даби, TAQA (англ. Abu Dhabi National Energy Company) — контролируемая государством энергетическая холдинговая компания Абу-Даби, Объединенные Арабские Эмираты.

## Собственники
TAQA на 75,1% принадлежит правительству Абу-Даби, 24,9% акций размещены на Фондовой бирже Абу-Даби.

## Финансовые показатели
Активы:
- 2009 год — $23,5 млрд.

Чистая прибыль:
- 2009 год — 668 млн дирхамов (US$ 182 млн)[2]
- 2010 год — 937 млн дирхамов (US$ 225 млн)[2]

## Активы компании
Энергокомпания TAQA является оператором электростанций в Марокко, Саудовской Аравии, Гане, Индии и США.
TAQA владеет «Энергетической компании Жорф Ласфар» (Jorf Lasfar Energy Company, JLEC) — крупнейшего частного производителя электроэнергии в Марокко, угольная теплоэлектростанция (ТЭС) «Жорф Ласфар» расположенная на 130 км южнее г. Касабланка.
TAQA является крупнейшим в ОАЭ инвестором в Великобританию: за четыре года (2009—2012) компания вложила свыше $3 миллиардов, включая $1,2 миллиарда в виде налогов. В Великобритании TAQA владеет активами в североморском регионе Brae, месторождениями Beinn и Braemar, нефтепроводом и терминалом SAGE и нефтепроводом Brae-Miller, а также является 100-процентным владельцем и оператором семи месторождений.
В конце 2012 года было объявлено, что BP продаст TAQA часть своих активов за более чем за $1,3 миллиарда: 70 процентов месторождения Harding, 37,03 процента месторождения Maclure и 88,7 процента месторождения Devenick в центральной части Северного моря.
В 2005 году в результате проведения первичного открытого предложения акций, TAQA приобрела 1% российской «Роснефти» за $163.05 млн долларов США.

## Материалы
Интервью управляющего директора TAQA Britani Лео Кута журналу "Время колтюбинга", 2010 (недоступная ссылка)